# Het verborgen volk
Het verborgen volk is het honderdtiende stripverhaal uit de reeks van Suske en Wiske. Het is geschreven door Willy Vandersteen en getekend door Paul Geerts.
Dit korte verhaal was eigenlijk geschreven voor het Vakantieboek van 1976, waarin het voor het eerst verscheen samen met Het hunebed, een kort verhaal uit de Jerom-reeks. In 1983 werd het alsnog opgenomen in de Vierkleurenreeks, als dubbelalbum samen met Hippus het zeeveulen.

## Locaties
- Noorwegen met reservaat voor het verborgen volk (figuren uit de Noordse mythologie, zie Vættir).

## Personages
- Suske, Wiske met Schanulleke, Lambik, de Oskorei (plaaggeesten aangevoerd door vrouw Holle, rijdend wilde paarden door de lucht, ze roven bier en mensen), Fossegrim (muzikale geest, leert vioolspelen tegen betaling, je moet dansen als hij speelt), zeemeermin (vis/vrouw, lokt met haar gezang schepen op de klippen maar redt ook mensen in nood), Nisse (kabouter of dwerggeest die boeren helpt en graag paarden helpt), Deildegast (landrover die steeds naar de plaats van het misdrijf terugkeert, moet voor straf met zware stenen torsen), Trollen (aardgeesten, kannibalen, bang voor klokgelui), Wisselkind (door aardgeesten omgeruilde baby), Weerwolf (bezeten man die bij volle maan een wolf wordt), Drang (levende dode die in halve boot rondvaart en vissersboten probeert te laten zinken), Elise en haar vader Olav (Huldra en Huldervolk), het witte paard.

## Het verhaal
Suske, Wiske en Lambik zijn op vakantie in Noorwegen en willen een bergtocht maken. Ze komen bij een hek met prikkeldraad en een man vertelt dat achter het prikkeldraad het reservaat voor het verborgen volk is, geesten en sprookjeswereldfiguren die door de beschaving zijn verdrongen wonen er. Lambik gelooft niks van het verhaal en de vrienden vliegen met een watervliegtuigje over het reservaat. Als ze zien dat een wit paard door een rivierslang wordt bedreigd proberen ze te helpen, maar dan raken ze de bomen en storten neer. Lambik is gewond en Suske en Wiske vervoeren hem op een slede naar een hoeve. Ze overnachten in de schuur en Wiske ziet ’s ochtends levenstekenen in de hoeve.
Het witte paard rent naar Nils en samen redden ze Schanulleke van de waterslang. Nils vertelt Wiske dat hij een huisgeest is, hij heeft van paard gehoord dat de vrienden hem hebben gered. Nils maakt eten voor de vrienden, maar dan horen Suske en Wiske muziek en zien Fossegrim en Huldervolk. Olav belooft zijn dochter Elise dat hij haar hand zal geven aan een man die net zo speelt als Fossegrim. Nils begint te huilen en zegt dat hij al heel lang verliefd is op Elise en hij wil muziekles van Fossegrim. Maar Fossegrim eist betaling, liefst in de vorm van paardenvlees, en Nils wil het witte paard niet opofferen. Suske en Wiske vermommen zich als paard en samen gaan ze op weg, bij de waterval leert Nils vioolspelen. Maar Fossegrim is woedend als hij merkt dat het geen echt paard is dat hij heeft gekregen in ruil voor zijn lessen en hij wil wraak. Elise viert haar verjaardag en Nils begint te spelen, de gasten beginnen te dansen en gaan kijken wie er zo prachtig speelde.
Maar Nils werd bang en is snel naar zijn huis gegaan, Lambik gaat naar het huis en speelt. Als hij zegt dat hij de geheimzinnige is slaat Elise de viool op hem stuk, want de muziek van Lambik was niet om aan te horen. Suske en Wiske ontmoeten Fossegrim en hij zegt dat hij de Oskorei op Elise zal afsturen. Lambik is boos door wat er is gebeurd en snapt niet wat Elise voor zo'n klein mannetje zou kunnen voelen. Hij wil Suske en Wiske niet helpen in zijn boze bui en Nils is in paniek als hij de plannen van Fossegrim hoort. Dan komen de Oskorei door de lucht aangevlogen op hun paarden en Suske en Wiske gaan op het witte paard op weg om te helpen. Lambik sluit Fossegrim op in een ton en Suske en Wiske kunnen Nils nog net redden van de Oskorei bij het huis van Elise en haar vader. Ze verschuilen zich in een smederij en door een zaklamp op Lambiks hoofd te schijnen doen de vrienden net alsof de maan opkomt. De Oskorei gaan dan weg en Elise hoort wie de echte vioolspeler was. Maar Nils is vertrokken op het witte paard omdat hij zich schaamt voor zijn kleine formaat, Elise belooft hem achterna te gaan. De vrienden worden door Elise buiten het reservaat getoverd en ze worden opgepikt door een helikopter. Elise heeft zichzelf met haar geestenkrachten verkleind tot het formaat van Nils en is gelukkig met hem in het reservaat.

## Achtergronden bij het verhaal
In het verhaal komen vele bekende figuren en verhalen uit de Noordse mythologie voor, het witte paard staat waarschijnlijk voor Sleipnir.